# Baderhaus (Ulrichsberg)

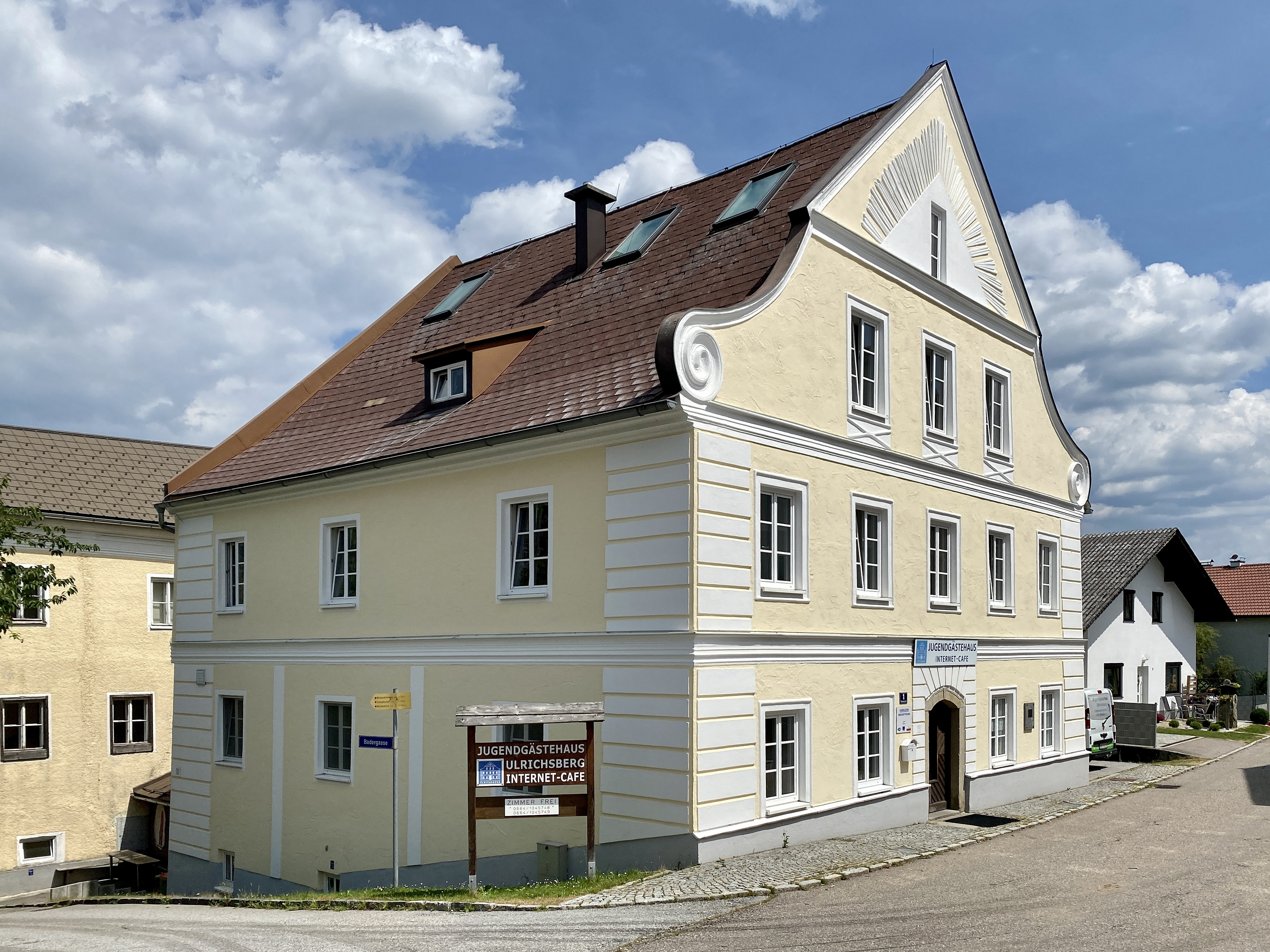
Das Baderhaus in Ulrichsberg

Das Baderhaus steht in der Falkensteinstraße in der Gemeinde Ulrichsberg im oberen Mühlviertel in Oberösterreich. Es wird unter dem Namen Jugendgästehaus Ulrichsberg als Jugendherberge genutzt. Das Gebäude steht unter Denkmalschutz (Listeneintrag).

## Beschreibung
Der wuchtige zweigeschoßige barocke Bau wurde wohl in der zweiten Hälfte des 18. Jahrhunderts erbaut. Der mächtige durchfensterte Volutengiebel zeigt im Dreieckabschluss ein Sonnenmotiv. Das Fassadendekor aus der Mitte und dem dritten Viertel des 19. Jahrhunderts weist Gesims- und Ortstein-Gliederungen auf. Das rustika-umrahmte Segmentbogenportal zeigt seitlich teils Lisenen.
Der nördlich anschließende hakenförmige, teils dreigeschoßige Anbau – wohl aus dem ersten Drittel des 19. Jahrhunderts – trägt ein flaches Schopfwalmdach, die Fassade zeigt Putzbandgliederung und ein Zahnschnittfries und teils Türen und Beschläge des 19. Jahrhunderts. Im Gebäudeinneren gibt es eine Stichkappentonne und flache Platzlgewölbe.
Nach einem Umbau in den Jahren 1997 und 1998 findet das Gebäude seit 1999 als Jugendgästehaus Verwendung.